# Staffanstorp (Gemeinde)
Koordinaten: 55° 39′ N, 13° 13′ O

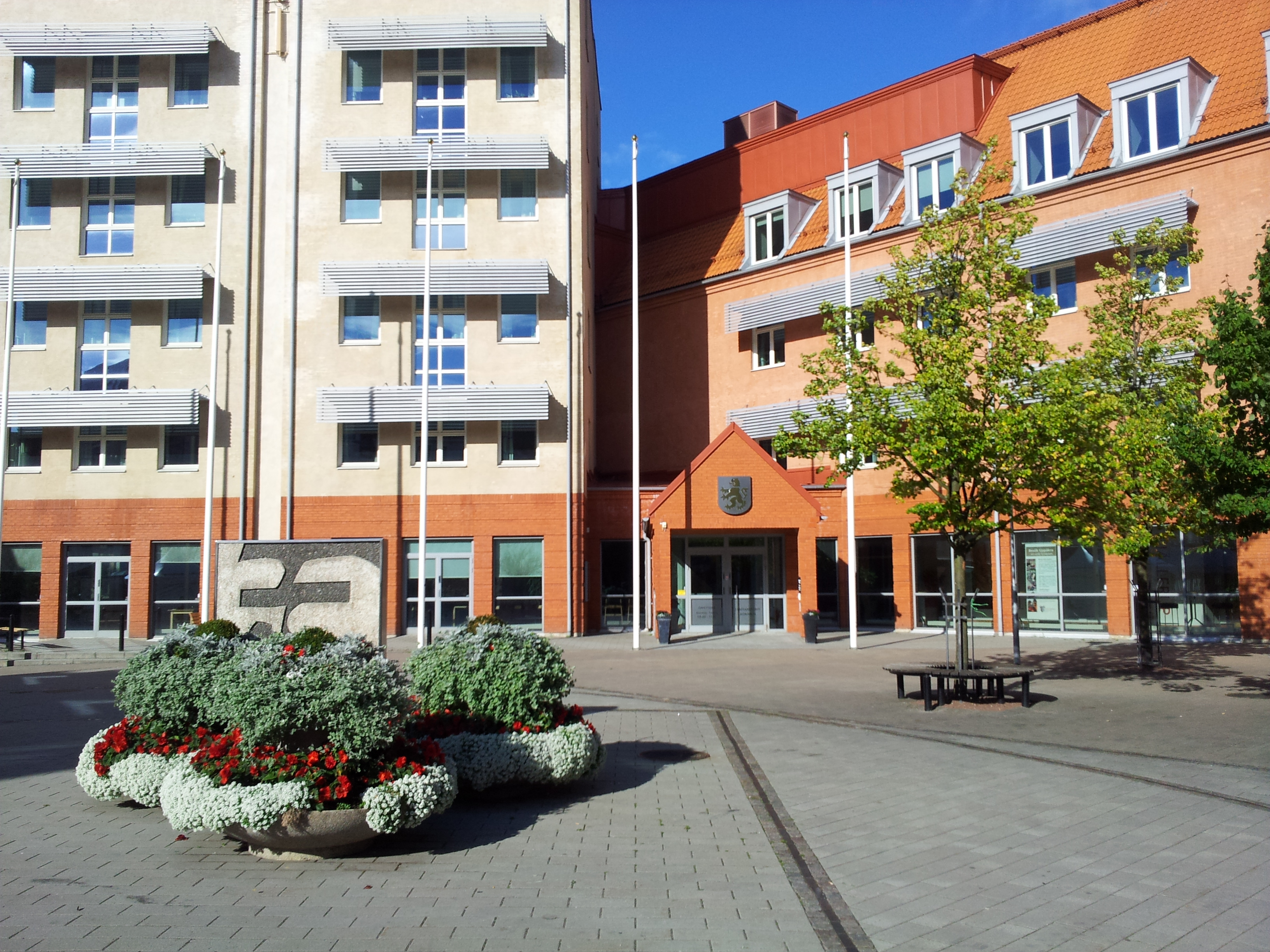
Rathaus Staffanstorp

Staffanstorp ist eine Gemeinde (schwedisch kommun) in der südschwedischen Provinz Skåne län und der historischen Provinz Schonen. Der Hauptort ist Staffanstorp.

## Sehenswürdigkeiten
In der Gemeinde liegt die eisenzeitliche Siedlung Uppåkra.

## Orte
Folgende fünf Orte sind Ortschaften, (tätorter):
(in Klammern die Einwohnerzahlen 2010)
- Bergströmshusen (209)
- Grevie-Beden (241)
- Hjärup (4.265)
- Kyrkheddinge (276)
- Staffanstorp (14.808)

## Städtepartnerschaften
Die Kommune Staffanstorp hat sieben Partnerstädte:
| - Grimmen, Deutschland - Ozzano dell’Emilia, Italien - Vallensbæk, Dänemark - Viitasaari, Finnland | - Wolin, Polen - Kohtla-Järve, Estland - Killarney, Irland |